# قیمت نسبی
قیمت نسبی عبارت است از قیمت یک کالا یا خدمت بر اساس قیمت کالا یا خدمت دیگر؛ یعنی نسبت قیمت دو کالا. یک قیمت نسبی ممکن است بر حسب نسبت بین قیمت دو کالا یا نسبت بین قیمت یک کالا و قیمت یک سبد از کالاها (میانگین وزنی قیمت سایر کالاهای موجود در بازار) بیان شود. قیمت نسبی یک هزینه فرصت است. اقتصاد خرد مطالعه چگونگی واکنش کارگزاران اقتصادی به تغییر قیمت‌های نسبی و چگونگی تأثیر گرفتن قیمت‌های نسبی از رفتار کارگزاران اقتصادی است.

## قیمت نسبی و معادله تقاضا
در معادله تقاضا Q=f(P) (که در آن Q تعداد واحدهای کالا یا خدمات مورد تقاضا است)، P قیمت نسبی کالا یا خدمت است، نه قیمت اسمی آن. این تغییر در قیمت نسبی است که باعث تغییر در مقدار تقاضا می‌شود. برای مثال، اگر همه قیمت‌ها ۱۰ درصد افزایش یابند، هیچ تغییری در قیمت‌های نسبی ایجاد نمی‌شود؛ بنابراین اگر درآمد اسمی مصرف‌کنندگان نیز ۱۰٪ افزایش یابد اما درآمد واقعی بی تغییر بماند، آنگاه تقاضا برای هیچ کالا یا خدمتی تغییر نمی‌کند. اما اگر قیمت یک کالای مشخص به اندازه مثلاً ۲٪ افزایش یابد، در حالی که قیمت کالاها و خدمات دیگر به اندازه ای پایین رود که سطح کلی قیمت‌ها بدون تغییر بماند، در اینصورت قیمت نسبی آن کالای خاص افزایش یافته؛ در حالی که قدرت خرید بدون تغییر مانده‌است؛ بنابراین مقدار تقاضای آن کالا کاهش می‌یابد.

## قید بودجه و منحنی‌های بی‌تفاوتی
در تفسیر گرافیکی نظریه انتخاب مصرف‌کننده، همان‌طور که در نمودار مشاهده می‌شود، مقدار بهینه تقاضای دو کالا برای مصرف‌کننده، از نقطه تماس منحنی بی‌تفاوتی (انحنادار) و قید بودجه (یک خط مستقیم) به دست می‌آید. این نمودار قید بودجه اولیه BC1 و مقدار بهینه در نقطه مماس A را و همچنین قید بودجه جدید پس از کاهش قیمت مطلق Y (کالایی که مقدار آن به صورت افقی نشان داده شده‌است) و در نتیجه مقدار بهینه منتج از نقطه مماس C را نشان می‌دهد. در هر مورد مقدار مطلق شیب خط قید بودجه، برابر است با نسبت قیمت کالای Y به قیمت کالای X - یعنی قیمت نسبی کالای Y بر اساس X.

## تمیز دادن تغییرات قیمت نسبی از تغییر در سطح عمومی قیمت‌ها
غالباً تورم باعث می‌شود که کارگزاران اقتصادی به سختی بتوانند افزایش قیمتی را که ناشی از تغییر قیمت نسبی یک کالا است را فوراً از تغییرات قیمتی که به دلیل تورم عمومی قیمت هاست، تمیز دهند. این وضعیت می‌تواند به ناکارآمدی تخصیصی منجر شود و یکی از اثرات منفی تورم است.

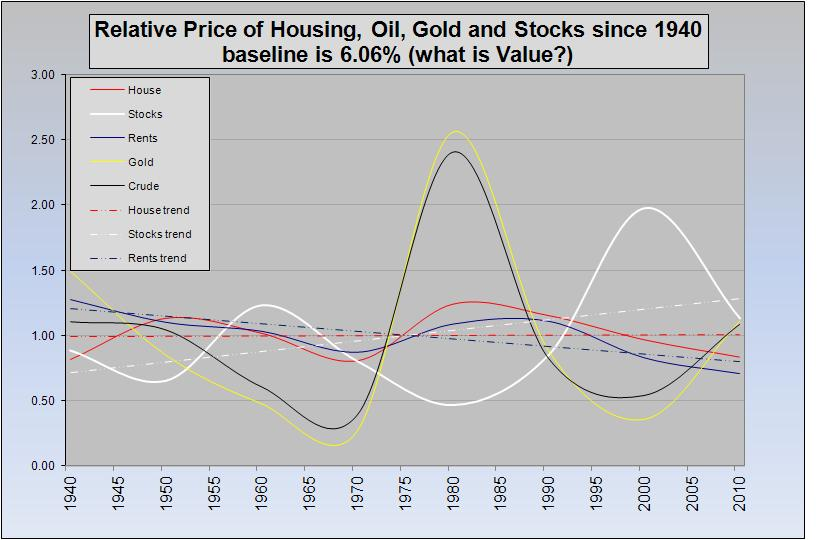
ارزش یا قیمت